# LNFA Serie A 2018
La LNFA Serie A 2018 è la 24ª edizione del campionato di football americano di primo livello, organizzato dalla FEFA.
Il 10 gennaio 2018 i Reus Imperials hanno annunciato il ritiro dal campionato.

## Squadre partecipanti
Al termine della stagione 2017 è stata decisa una riorganizzazione dei campionati nazionali che ha portato la Serie A ad ampliarsi da 6 a 15 squadre.
Le modifiche nell'organico rispetto all'edizione 2017 sono pertanto le seguenti:
- i Barberá Rookies, sconfitti ai playout e pertanto retrocessi al termine dell'edizione 2017, non si sono iscritti in serie A.
- i Las Rozas Black Demons, vincitori della LNFA Serie B 2017, partecipano alla Serie A.
- i L'Hospitalet Pioners, finalisti della LNFA Serie B 2017, partecipano alla Serie A.
- gli Osos de Rivas, vincitori dello spareggio promozione-retrocessione contro i Barberá Rookies e pertanto promossi al termine dell'edizione 2017, partecipano alla Serie A.
- i Mallorca Voltors, sconfitti allo spareggio promozione-retrocessione contro i Valencia Giants e pertanto non promossi al termine dell'edizione 2017, partecipano comunque alla Serie A.
- i Coyotes de Santurtzi e i Gijón Mariners, non qualificati ai playoff della Serie B 2017, partecipano comunque alla Serie A.
- i Camioneros de Coslada, vincitori della Liga Madrilena e della LNFA Serie C 2017, partecipano alla Serie A.
- gli Alicante Sharks, finalisti della LNFA Serie C 2017, partecipano alla Serie A.
- i Granada Lions, finalisti della Liga Andaluza e semifinalisti della LNFA Serie C 2017, partecipano alla Serie A.
- i Santiago Black Ravens, che hanno partecipato unicamente alla Liga Gallega, partecipano alla Serie A.

| Club                   | Città                     | Stadio | Sponsor ufficiale | Risultato nella stagione 2017 |
| ---------------------- | ------------------------- | ------ | ----------------- | ----------------------------- |
| Alicante Sharks        | Alicante                  |        |                   |                               |
| Badalona Dracs         | Badalona                  |        |                   |                               |
| Camioneros de Coslada  | Coslada                   |        |                   |                               |
| Coyotes de Santurtzi   | Santurtzi                 |        |                   |                               |
| Gijón Mariners         | Gijón                     |        |                   |                               |
| Granada Lions          | Granada                   |        |                   |                               |
| Las Rozas Black Demons | Las Rozas de Madrid       |        | LG OLED           |                               |
| L'Hospitalet Pioners   | L'Hospitalet de Llobregat |        |                   |                               |
| Mallorca Voltors       | Palma di Maiorca          |        |                   |                               |
| Murcia Cobras          | Murcia                    |        |                   |                               |
| Osos de Rivas          | Rivas-Vaciamadrid         |        |                   |                               |
| Reus Imperials         | Reus                      |        |                   |                               |
| Santiago Black Ravens  | Santiago di Compostela    |        |                   |                               |
| Valencia Firebats      | Valencia                  |        |                   |                               |
| Valencia Giants        | Valencia                  |        |                   |                               |

## Stagione regolare

### Calendario
Il calendario è stato comunicato il 16 settembre 2017.

#### 1ª giornata
| 13-14 gennaio 2018 | Badalona Dracs | - – - | Reus Imperials |  |

| Gijón 13 gennaio 2018, ore 15:00 | Gijón Mariners | 40 – 13 referto | Coyotes de Santurtzi | Complejo Deportivo Las Mestas |

| Murcia 13 gennaio 2018, ore 17:00 | Murcia Cobras | 53 – 0 referto | Alicante Sharks | Estadio José Barnés |

| Las Rozas de Madrid 13 gennaio 2018, ore 17:00 | Las Rozas Black Demons | 46 – 0 referto | Santiago Black Ravens | Campo de Rugby El Cantizal |

| Sa Vileta-Son Rapinya 14 gennaio 2018, ore 12:00 | Mallorca Voltors | 0 – 18 referto | Valencia Firebats | Polideportivo Municipal de Son Moix |

| Coslada 14 gennaio 2018, ore 12:00 | Camioneros de Coslada | 38 – 0 referto | Granada Lions | Polideportivo Valleaguado |

#### 2ª giornata
| Gijón 20 gennaio 2018, ore 15:00 | Gijón Mariners | 14 – 39 referto | Las Rozas Black Demons | Complejo Deportivo Las Mestas |

| Coslada 20 gennaio 2018, ore 16:00 | Camioneros de Coslada | 13 – 16 referto | Murcia Cobras | Polideportivo Valleaguado |

| Maracena 20 gennaio 2018, ore 16:30 | Granada Lions | 0 – 22 referto | Valencia Giants | Ciudad Deportiva |

| Beniparrell 20 gennaio 2018, ore 17:00 | Valencia Firebats | 32 – 6 referto | L'Hospitalet Pioners | Poliesportiu Municipal Beniparrell |

| Santurtzi 21 gennaio 2018, ore 11:00 | Coyotes de Santurtzi | 0 – 26 referto | Osos de Rivas | IMD Santurtzi |

| Sa Vileta-Son Rapinya 21 gennaio 2018, ore 12:00 | Mallorca Voltors | 0 – 50 referto | Badalona Dracs | Polideportivo Municipal de Son Moix |

#### 3ª giornata
| 3-4 febbraio 2018 | Reus Imperials | - – - | Mallorca Voltors |  |

| Barcellona 3 febbraio 2018, ore 15:00 | L'Hospitalet Pioners | 6 – 34 referto | Badalona Dracs | Estadi Joan Serrahima |

| Rivas-Vaciamadrid 3 febbraio 2018, ore 16:00 | Osos de Rivas | 35 – 37 referto | Las Rozas Black Demons | Polideportivo Cerro del Telégrafo |

| Alicante 4 febbraio 2018, ore 11:00 | Alicante Sharks | 0 – 35 referto | Camioneros de Coslada | Estadio Municipal de Atletismo |

| Santiago di Compostela 4 febbraio 2018, ore 12:00 | Santiago Black Ravens | 0 – 49 referto | Gijón Mariners | Campo de fútbol municipal de As Cancelas |

| Beniparrell 4 febbraio 2018, ore 15:00 | Valencia Giants | 18 – 45 referto | Murcia Cobras | Campo de Fútbol |

#### 4ª giornata
| 10-11 febbraio 2018 | L'Hospitalet Pioners | - – - | Reus Imperials |  |

| Beniparrell 10 febbraio 2018, ore 13:30 | Valencia Giants | 28 – 6 referto | Alicante Sharks | Campo de Fútbol |

| Rivas-Vaciamadrid 10 febbraio 2018, ore 16:00 | Osos de Rivas | 46 – 0 referto | Santiago Black Ravens | Polideportivo Cerro del Telégrafo |

| Murcia 10 febbraio 2018, ore 17:00 | Murcia Cobras | 48 – 8 referto | Granada Lions | Estadio José Barnés |

| Las Rozas de Madrid 10 febbraio 2018, ore 17:00 | Las Rozas Black Demons | 41 – 0 referto | Coyotes de Santurtzi | Campo de Rugby El Cantizal |

| Santa Coloma de Gramenet 11 febbraio 2018, ore 11:30 | Badalona Dracs | 48 – 6 referto | Valencia Firebats | Campo de Fútbol Badalona Sud |

#### 5ª giornata
| 17-18 febbraio 2018 | Valencia Firebats | - – - | Reus Imperials |  |

| Gijón 17 febbraio 2018, ore 15:00 | Gijón Mariners | 7 – 47 referto | Osos de Rivas | Complejo Deportivo Las Mestas |

| Maracena 17 febbraio 2018, ore 16:30 | Granada Lions | 28 – 14 referto | Alicante Sharks | Ciudad Deportiva |

| Santurtzi 18 febbraio 2018, ore 11:00 | Coyotes de Santurtzi | 20 – 0 referto | Santiago Black Ravens | Polideportivo Municipal de Santurtzi Mikel Trueba |

| Coslada 18 febbraio 2018, ore 12:00 | Camioneros de Coslada | 42 – 16 referto | Valencia Giants | Polideportivo Valleaguado |

| Sa Vileta-Son Rapinya 18 febbraio 2018, ore 12:00 | Mallorca Voltors | 39 – 13 referto | L'Hospitalet Pioners | Polideportivo Municipal de Son Moix |

#### 6ª giornata
| 3-4 marzo 2018 | Reus Imperials | - – - | Badalona Dracs |  |

| Maracena 3 marzo 2018, ore 16:30 | Granada Lions | 0 – 44 referto | Camioneros de Coslada | Ciudad Deportiva |

| Santurtzi 4 marzo 2018, ore 11:00 | Coyotes de Santurtzi | 20 – 27 referto | Gijón Mariners | Polideportivo Municipal de Santurtzi Mikel Trueba |

| Alicante 4 marzo 2018, ore 11:00 | Alicante Sharks | 0 – 34 referto | Murcia Cobras | Estadio Municipal de Atletismo |

| La Pobla de Farnals 4 marzo 2018, ore 12:00 | Valencia Firebats | 20 – 27 referto | Mallorca Voltors | Polideportivo Batiste Subies |

| Santiago di Compostela 4 marzo 2018, ore 12:00 | Santiago Black Ravens | 0 – 49 referto | Las Rozas Black Demons | Campo de fútbol municipal de As Cancelas |

#### 7ª giornata
| Rivas-Vaciamadrid 10 marzo 2018, ore 16:00 | Osos de Rivas | 55 – 0 referto | Coyotes de Santurtzi | Polideportivo Cerro del Telégrafo |

| Murcia 10 marzo 2018, ore 17:00 | Murcia Cobras | 7 – 0 referto | Camioneros de Coslada | Complejo Municipal José Barnés |

| Las Rozas de Madrid 10 marzo 2018, ore 17:00 | Las Rozas Black Demons | 40 – 0 referto | Gijón Mariners | Campo de Rugby El Cantizal |

| Barcellona 10 marzo 2018, ore 17:00 | L'Hospitalet Pioners | 12 – 18 referto | Valencia Firebats | Estadi Joan Serrahima |

| Santa Coloma de Gramenet 11 marzo 2018, ore 12:00 | Badalona Dracs | 62 – 13 referto | Mallorca Voltors | Campo de Fútbol Badalona Sud |

| Catarroja 11 marzo 2018, ore 12:00 | Valencia Giants | 14 – 6 referto | Granada Lions | Polideportivo Municipal |

#### Anticipi 1
| Santa Coloma de Gramenet 18 marzo 2018, ore 15:30 | Badalona Dracs | 42 – 3 referto | L'Hospitalet Pioners | Campo de Fútbol Badalona Sud |

#### 8ª giornata
| 24-25 marzo 2018 | Mallorca Voltors | - – - | Reus Imperials |  |

| Gijón 24 marzo 2018, ore 16:00 | Gijón Mariners | 23 – 0 referto | Santiago Black Ravens | Complejo Deportivo Las Mestas |

| Coslada 24 marzo 2018, ore 16:00 | Camioneros de Coslada | 42 – 0 referto | Alicante Sharks | Polideportivo Valleaguado |

| Las Rozas de Madrid 24 marzo 2018, ore 17:00 | Las Rozas Black Demons | 13 – 17 referto | Osos de Rivas | Campo de Rugby El Cantizal |

| Murcia 24 marzo 2018, ore 17:00 | Murcia Cobras | 40 – 0 referto | Valencia Giants | Estadio José Barnés |

#### 9ª giornata
| 7-8 aprile 2018 | Reus Imperials | - – - | L'Hospitalet Pioners |  |

| Maracena 7 aprile 2018, ore 16:30 | Granada Lions | 0 – 50 referto | Murcia Cobras | Ciudad Deportiva |

| Moncada 7 aprile 2018, ore 17:00 | Valencia Firebats | 7 – 42 referto | Badalona Dracs | Campo de Rugby UER Moncada |

| Santurtzi 8 aprile 2018, ore 11:00 | Coyotes de Santurtzi | 0 – 54 referto | Las Rozas Black Demons | Polideportivo Municipal Mikel Trueba |

| Alicante 8 aprile 2018, ore 11:00 | Alicante Sharks | 7 – 20 referto | Valencia Giants | Estadio Municipal de Atletismo |

| Santiago di Compostela 8 aprile 2018, ore 12:00 | Santiago Black Ravens | 0 – 37 referto | Osos de Rivas | Campo de fútbol municipal de As Cancelas |

#### 10ª giornata
| 14-15 aprile 2018 | Reus Imperials | - – - | Valencia Firebats |  |

| Rivas-Vaciamadrid 14 aprile 2018, ore 16:00 | Osos de Rivas | 27 – 12 referto | Gijón Mariners | Polideportivo Cerro del Telégrafo |

| Barcellona 14 aprile 2018, ore 17:00 | L'Hospitalet Pioners | 7 – 14 referto | Mallorca Voltors | Estadi Joan Serrahima |

| Alicante 15 aprile 2018, ore 11:00 | Alicante Sharks | 8 – 0 referto | Granada Lions | Estadio Municipal de Atletismo |

| Santiago di Compostela 15 aprile 2018, ore 12:00 | Santiago Black Ravens | 20 – 48 referto | Coyotes de Santurtzi | Campo de fútbol municipal de As Cancelas |

| Catarroja 15 aprile 2018, ore 12:00 | Valencia Giants | 0 – 47 referto | Camioneros de Coslada | Polideportivo Municipal |

### Classifiche
Le classifiche della regular season sono le seguenti:
- PCT = percentuale di vittorie, G = partite giocate, V = partite vinte,  P = partite perse, PF = punti fatti, PS = punti subiti

#### LNFA Serie A
| Pos. | Squadra                | PCT   | G | V | N | P | PF  | PS  |
| ---- | ---------------------- | ----- | - | - | - | - | --- | --- |
| 1    | Murcia Cobras          | 1.000 | 8 | 8 | 0 | 0 | 293 | 39  |
| 2    | Badalona Dracs         | 1.000 | 6 | 6 | 0 | 0 | 278 | 35  |
| 3    | Osos de Rivas          | .875  | 8 | 7 | 0 | 1 | 290 | 69  |
| 4    | Las Rozas Black Demons | .875  | 8 | 7 | 0 | 1 | 319 | 66  |
| 5    | Camioneros de Coslada  | .750  | 8 | 6 | 0 | 2 | 261 | 39  |
| 6    | Valencia Firebats      | .500  | 6 | 3 | 0 | 3 | 101 | 135 |
| 7    | Gijón Mariners         | .500  | 8 | 4 | 0 | 4 | 172 | 186 |
| 8    | Valencia Giants        | .500  | 8 | 4 | 0 | 4 | 118 | 193 |
| 9    | Mallorca Voltors       | .500  | 6 | 3 | 0 | 3 | 93  | 170 |
| 10   | Coyotes de Santurtzi   | .250  | 8 | 2 | 0 | 6 | 101 | 263 |
| 11   | Granada Lions          | .125  | 8 | 1 | 0 | 7 | 42  | 238 |
| 12   | Alicante Sharks        | .125  | 8 | 1 | 0 | 7 | 35  | 240 |
| 13   | L'Hospitalet Pioners   | .000  | 6 | 0 | 0 | 6 | 47  | 179 |
| 14   | Santiago Black Ravens  | .000  | 8 | 0 | 0 | 8 | 20  | 318 |
| 15   | Reus Imperials         | -     | - | - | - | - | -   | -   |

#### Girone A
| Pos. | Squadra              | PCT   | G | V | N | P | PF  | PS  |
| ---- | -------------------- | ----- | - | - | - | - | --- | --- |
| 1    | Badalona Dracs       | 1.000 | 6 | 6 | 0 | 0 | 278 | 35  |
| 2    | Valencia Firebats    | .500  | 6 | 3 | 0 | 3 | 101 | 135 |
| 3    | Mallorca Voltors     | .500  | 6 | 3 | 0 | 3 | 93  | 170 |
| 4    | L'Hospitalet Pioners | .000  | 6 | 0 | 0 | 6 | 47  | 179 |
| 5    | Reus Imperials       | -     | - | - | - | - | -   | -   |

#### Girone B
| Pos. | Squadra               | PCT   | G | V | N | P | PF  | PS  |
| ---- | --------------------- | ----- | - | - | - | - | --- | --- |
| 1    | Murcia Cobras         | 1.000 | 8 | 8 | 0 | 0 | 293 | 39  |
| 2    | Camioneros de Coslada | .750  | 8 | 6 | 0 | 2 | 261 | 39  |
| 3    | Valencia Giants       | .500  | 8 | 4 | 0 | 4 | 118 | 193 |
| 4    | Granada Lions         | .125  | 8 | 1 | 0 | 7 | 42  | 238 |
| 5    | Alicante Sharks       | .125  | 8 | 1 | 0 | 7 | 35  | 240 |

#### Girone C
| Pos. | Squadra                | PCT  | G | V | N | P | PF  | PS  |
| ---- | ---------------------- | ---- | - | - | - | - | --- | --- |
| 1    | Osos de Rivas          | .875 | 8 | 7 | 0 | 1 | 290 | 69  |
| 2    | Las Rozas Black Demons | .875 | 8 | 7 | 0 | 1 | 319 | 66  |
| 3    | Gijón Mariners         | .500 | 8 | 4 | 0 | 4 | 172 | 186 |
| 4    | Coyotes de Santurtzi   | .250 | 8 | 2 | 0 | 6 | 101 | 263 |
| 5    | Santiago Black Ravens  | .000 | 8 | 0 | 0 | 8 | 20  | 318 |

L'incontro Osos-Mariners non è stato omologato per il mancato rientro dell'ambulanza; è comunque compreso nei dati della classifica.

## Playoff e playout

### Tabelloni
Tutte le squadre accedono alla post season: le prime 12 partecipano ai playoff per il titolo, mentre le ultime 3 giocano i playout per la permanenza nella massima serie.

#### Tabellone titolo
|  | Wild Card | Wild Card             | Wild Card              |                        |                | Quarti di finale | Quarti di finale | Quarti di finale |  |  | Semifinali | Semifinali | Semifinali |  |  | XXIV Final de la LNFA | XXIV Final de la LNFA | XXIV Final de la LNFA |  |
|  |           |                       |                        |                        |                |                  |                  |                  |  |  |            |            |            |  |  |                       |                       |                       |  |
|  |           |                       |                        |                        |                | 1                | Murcia Cobras    | 35               |  |  |            |            |            |  |  |                       |                       |                       |  |
|  |           |                       |                        |                        |                | 1                | Murcia Cobras    | 35               |  |  |            |            |            |  |  |                       |                       |                       |  |
|  |           |                       |                        | Mallorca Voltors       | 14             |                  |                  |                  |  |  |            |            |            |  |  |                       |                       |                       |  |
|  | 8         | Valencia Giants       | 2                      | Mallorca Voltors       | 14             |                  |                  |                  |  |  |            |            |            |  |  |                       |                       |                       |  |
|  | 8         | Valencia Giants       | 2                      |                        |                |                  |                  |                  |  |  |            |            |            |  |  |                       |                       |                       |  |
|  | 9         | Mallorca Voltors      | 41                     |                        |                |                  |                  |                  |  |  |            |            |            |  |  |                       |                       |                       |  |
|  | 9         | Mallorca Voltors      | 41                     |                        | Murcia Cobras  | Murcia Cobras    | 35               |                  |  |  |            |            |            |  |  |                       |                       |                       |  |
|  |           |                       |                        |                        |                |                  |                  |                  |  |  |            |            |            |  |  |                       |                       |                       |  |
|  |           |                       | Las Rozas Black Demons | Las Rozas Black Demons | 28             |                  |                  |                  |  |  |            |            |            |  |  |                       |                       |                       |  |
|  |           |                       |                        | Las Rozas Black Demons | 28             |                  |                  |                  |  |  |            |            |            |  |  |                       |                       |                       |  |
|  |           |                       |                        |                        |                |                  |                  |                  |  |  |            |            |            |  |  |                       |                       |                       |  |
|  |           |                       |                        |                        |                |                  |                  |                  |  |  |            |            |            |  |  |                       |                       |                       |  |
|  |           | 4                     | Las Rozas Black Demons | 22                     |                |                  |                  |                  |  |  |            |            |            |  |  |                       |                       |                       |  |
|  |           |                       |                        | 22                     |                |                  |                  |                  |  |  |            |            |            |  |  |                       |                       |                       |  |
|  |           |                       |                        | Camioneros de Coslada  | 12             |                  |                  |                  |  |  |            |            |            |  |  |                       |                       |                       |  |
|  | 5         | Camioneros de Coslada | 42                     | Camioneros de Coslada  | 12             |                  |                  |                  |  |  |            |            |            |  |  |                       |                       |                       |  |
|  | 5         | Camioneros de Coslada | 42                     |                        |                |                  |                  |                  |  |  |            |            |            |  |  |                       |                       |                       |  |
|  | 12        | Alicante Sharks       | 0                      |                        |                |                  |                  |                  |  |  |            |            |            |  |  |                       |                       |                       |  |
|  | 12        | Alicante Sharks       | 0                      |                        | Murcia Cobras  | Murcia Cobras    | 26               |                  |  |  |            |            |            |  |  |                       |                       |                       |  |
|  |           |                       |                        |                        |                |                  |                  |                  |  |  |            |            |            |  |  |                       |                       |                       |  |
|  |           |                       | Badalona Dracs         | Badalona Dracs         | 33             |                  |                  |                  |  |  |            |            |            |  |  |                       |                       |                       |  |
|  |           |                       |                        | Badalona Dracs         | 33             |                  |                  |                  |  |  |            |            |            |  |  |                       |                       |                       |  |
|  |           |                       |                        |                        |                |                  |                  |                  |  |  |            |            |            |  |  |                       |                       |                       |  |
|  |           |                       |                        |                        |                |                  |                  |                  |  |  |            |            |            |  |  |                       |                       |                       |  |
|  |           | 2                     | Badalona Dracs         | 78                     |                |                  |                  |                  |  |  |            |            |            |  |  |                       |                       |                       |  |
|  |           |                       |                        | 78                     |                |                  |                  |                  |  |  |            |            |            |  |  |                       |                       |                       |  |
|  |           |                       |                        | Gijón Mariners         | 12             |                  |                  |                  |  |  |            |            |            |  |  |                       |                       |                       |  |
|  | 7         | Gijón Mariners        | 50                     | Gijón Mariners         | 12             |                  |                  |                  |  |  |            |            |            |  |  |                       |                       |                       |  |
|  | 7         | Gijón Mariners        | 50                     |                        |                |                  |                  |                  |  |  |            |            |            |  |  |                       |                       |                       |  |
|  | 10        | Coyotes de Santurtzi  | 0                      |                        |                |                  |                  |                  |  |  |            |            |            |  |  |                       |                       |                       |  |
|  | 10        | Coyotes de Santurtzi  | 0                      |                        | Badalona Dracs | Badalona Dracs   | 48               |                  |  |  |            |            |            |  |  |                       |                       |                       |  |
|  |           |                       |                        |                        |                |                  |                  |                  |  |  |            |            |            |  |  |                       |                       |                       |  |
|  |           |                       | Osos de Rivas          | Osos de Rivas          | 0              |                  |                  |                  |  |  |            |            |            |  |  |                       |                       |                       |  |
|  |           |                       |                        | Osos de Rivas          | 0              |                  |                  |                  |  |  |            |            |            |  |  |                       |                       |                       |  |
|  |           |                       |                        |                        |                |                  |                  |                  |  |  |            |            |            |  |  |                       |                       |                       |  |
|  |           |                       |                        |                        |                |                  |                  |                  |  |  |            |            |            |  |  |                       |                       |                       |  |
|  |           | 3                     | Osos de Rivas          | 20                     |                |                  |                  |                  |  |  |            |            |            |  |  |                       |                       |                       |  |
|  |           |                       |                        | 20                     |                |                  |                  |                  |  |  |            |            |            |  |  |                       |                       |                       |  |
|  |           |                       |                        | Valencia Firebats      | 15             |                  |                  |                  |  |  |            |            |            |  |  |                       |                       |                       |  |
|  | 6         | Valencia Firebats     | 53                     | Valencia Firebats      | 15             |                  |                  |                  |  |  |            |            |            |  |  |                       |                       |                       |  |
|  | 6         | Valencia Firebats     | 53                     |                        |                |                  |                  |                  |  |  |            |            |            |  |  |                       |                       |                       |  |
|  | 11        | Granada Lions         | 10                     |                        |                |                  |                  |                  |  |  |            |            |            |  |  |                       |                       |                       |  |

#### Tabellone retrocessione
La squadra sconfitta al primo turno retrocede in LNFA-B; la squadra sconfitta al secondo turno si gioca la permanenza in LNFA-A contro i vicecampioni di LNFA-B.
|  | 1º turno | 1º turno                       | 1º turno             |                       |  | 2º turno | 2º turno | 2º turno |  |  | Finale | Finale | Finale |  |
|  |          |                                |                      |                       |  |          |          |          |  |  |        |        |        |  |
|  |          |                                |                      |                       |  |          |          |          |  |  | B2     | TBD    |        |  |
|  |          |                                |                      |                       |  |          |          |          |  |  | B2     | TBD    |        |  |
|  |          |                                |                      | TBD                   |  |          |          |          |  |  |        |        |        |  |
|  |          |                                |                      |                       |  |          |          |          |  |  |        |        |        |  |
|  |          |                                |                      |                       |  |          |          |          |  |  |        |        |        |  |
|  |          |                                |                      |                       |  |          |          |          |  |  |        |        |        |  |
|  |          | 13                             | L'Hospitalet Pioners |                       |  |          |          |          |  |  |        |        |        |  |
|  |          |                                |                      |                       |  |          |          |          |  |  |        |        |        |  |
|  |          |                                |                      | Santiago Black Ravens |  |          |          |          |  |  |        |        |        |  |
|  | 14       | Santiago Black Ravens (d.g.s.) |                      |                       |  |          |          |          |  |  |        |        |        |  |
|  | 14       | Santiago Black Ravens (d.g.s.) |                      |                       |  |          |          |          |  |  |        |        |        |  |
|  | 15       | Reus Imperials                 |                      |                       |  |          |          |          |  |  |        |        |        |  |

### Wild Card
| Maracena 28 aprile 2018, ore 16:30 | Granada Lions | 10 – 53 referto | Valencia Firebats | Ciudad Deportiva |

| Coslada 28 aprile 2018, ore 17:00 | Camioneros de Coslada | 42 – 0 referto | Alicante Sharks | Polideportivo Valleaguado |

| Gijón 29 aprile 2018, ore 12:00 | Gijón Mariners | 50 – 0 referto | Coyotes de Santurtzi | Complejo Deportivo Las Mestas |

| Catarroja 29 aprile 2018, ore 12:30 | Valencia Giants | 2 – 41 referto | Mallorca Voltors | Polideportivo Municipal |

### Quarti di finale
| Rivas-Vaciamadrid 5 maggio 2018, ore 16:00 | Osos de Rivas | 20 – 15 referto | Valencia Firebats | Polideportivo Cerro del Telégrafo |

| Las Rozas de Madrid 5 maggio 2018, ore 17:00 | Las Rozas Black Demons | 22 – 12 referto | Camioneros de Coslada | Campo de Rugby El Cantizal |

| Murcia 5 maggio 2018, ore 17:00 | Murcia Cobras | 35 – 14 referto | Mallorca Voltors | Estadio José Barnés |

| Santa Coloma de Gramenet 6 maggio 2018, ore 11:30 | Badalona Dracs | 78 – 12 referto | Gijón Mariners | Campo de Fútbol Badalona Sud |

### Primo turno playout
| 5-6 maggio 2018 | Santiago Black Ravens | - – - | Reus Imperials |  |

### Secondo turno playout
| 12-13 maggio 2018 | L'Hospitalet Pioners | - – - | Santiago Black Ravens |  |

### Semifinali
| Murcia 19 maggio 2018, ore 17:00 | Murcia Cobras | 35 – 28 referto | Las Rozas Black Demons | Estadio José Barnés |

| Santa Coloma de Gramenet 20 maggio 2018, ore 11:30 | Badalona Dracs | 48 – 0 referto | Osos de Rivas | Campo de Fútbol Badalona Sud |

### XXIV Spanish Bowl
| Gijón 2 giugno 2018, ore 18:00 | Murcia Cobras | 26 – 33 referto | Badalona Dracs | Complejo Deportivo Las Mestas |

## XXIV Spanish Bowl

### Finale playout
| 9-10 giugno 2018 | TBD | – | TBD |  |

## Verdetti
- Badalona Dracs Campioni della Spagna 2018